# Tadeusz Sas-Zubrzycki
Tadeusz Kazimierz Sas-Zubrzycki (ur. 1876 w Śniatynie, zm. 6 marca 1928) – kapitan rezerwy Wojska Polskiego, literat, działacz społeczny, kawaler Orderu Virtuti Militari.

## Życiorys
W okresie zaboru austriackiego pracował jako urzędnik kolejowy, był literatem i dziennikarzem. Działał w organizacji „Nieprzejednani” w Stanisławowie i w Związku Strzeleckim.
Po wybuchu I wojny światowej wstąpił do Legionów Polskich i służył w 2 pułku piechoty w składzie II Brygady. Awansowany na porucznika piechoty został dowódcą 2 kompanii w batalionie S. Colonny-Walewskiego. Od października 1914 został przydzielony ze swoją kompanią do IV batalionu 3 pułku piechoty. Uczestniczył w walkach na froncie karpackim i bukowińskim. W połowie 1915 zwolniony z Legionów. Był internowany w Marmarosz-Sziget. U kresu wojny był członkiem pierwszej załogi obrony Lwowa w trakcie wojny polsko-ukraińskiej. Walczył na odcinku pod nazwą Szkoła Sienkiewicza. Od 5 do 22 listopada 1918 przebywał w niewoli ukraińskiej. Po wojnie osiadł we Lwowie. Został komendantem I Oddziału Żandarmerii.
Był współpracownikiem czasopisma „Wiek Nowy”. Pracował nad dokumentacją powstania styczniowego.
Zmarł 6 marca 1928, a 9 marca został pochowany na Cmentarzu Obrońców Lwowa (kwatera XXIII, grób 1995).

## Ordery i odznaczenia
- Krzyż Srebrny Orderu Virtuti Militari
- Krzyż Niepodległości (4 listopada 1933)[2]
- Krzyż Walecznych

## Publikacje
- Żydzi w szeregach polskich w latach 1914–20
- Legioniści w Nowym Sączu : pamiątka wydana z okazyi pobytu żołnierzy polskich w Nowym Sączu w latach 1914–1917
- Obchód proklamowania niepodległej Polski w Nowym Sączu 5. listopada 1916 : broszura wydana na pamiątkę uroczystego obchodu w dniach 11 i 12 listopada 1916
- Sierżant Jaszczułd : opowieść z czasów wojen napoleońskich (1907)[3]